# Zahrádky, Jindřichův Hradec
Zahrádky là một làng thuộc huyện Jindřichův Hradec, vùng Jihočeský, Cộng hòa Séc.